# 加利亚沃拉
加利亚沃拉（義大利語：Galliavola），是意大利帕维亚省的一个市镇。总面积8平方公里，人口230人，人口密度28.8人/平方公里（2009年）。国家统计（ISTAT）代码为018066。